# McNeal (Arizona)
McNeal est une census-designated place du comté de Cochise, dans l'État de l'Arizona, aux États-Unis. En 2020, elle compte une population de 182 habitants.